# Výbor za dělnickou internacionálu
Výbor za dělnickou internacionálu (anglicky Committee For A Workers International, CWI) je jedna z mezinárodních asociací trockistických stran. Vznikla v roce 1974 ve Velké Británii, její kořeny se nacházejí v někdejší trockistické frakci Labouristické strany s cílem založení nové marxistické internacionály očištěné od stalinistické praxe SSSR a jeho satelitů .
Zpočátku se k ní hlásili kromě čistě trockistických stran též někteří (leví) sociální demokraté, ti však byli většinou ze svých stran vylučováni. V následujících letech se organizace rozšířila i do východoevropských a mimoevropských zemí, je dnes pokládána za druhou největší trockistickou organizaci mimo Čtvrté internacionály. Přesto lze říci, že členské strany, či spíše skupiny, zůstávají na okraji politických dění v svých státech a soustřeďují se spíše na „aktivitu v ulicích“. Za úspěch člena CWI v poslední době lze považovat například kandidaturu Heloísy Heleny na post brazilské prezidentky, která získala 6,5 milionů voličských hlasů.

## Členové
- Anglie a Wales: Socialist Party
- Austrálie: Socialist Party
- Belgie: Mouvement pour une Alternative Socialiste
- Brazílie: Socialismo Revolucionario
- Chile: Socialismo Revolucionario
- Česko: Socialistická alternativa Budoucnost
- Irsko:  Dudiyora Horaata
- Indie:  Dudiyora Horaata
- Itálie: Lotta per il Socialimo
- Izrael: Maavak Sozialisti
- Japonsko: Kokusai Rentai
- Jihoafrická republika: Democratic Socialist Movement
- Kazachstán
- Kypr: CWI Kypr
- Německo: Sozialistische Alternative - SAV
- Nizozemsko: Offensief
- Nový Zéland: Socialist Alternative
- Nigérie: Democratic Socialist Movement
- Pákistán: Socialistické hnutí
- Polsko:  Grupa na rzecz Partii Robotniczej
- Portugalsko: Socialist Alternative
- Rakousko: Sozialistische LinksPartei
- Rusko:  Sotsialisticheskoye Soprotivleniye
- Řecko: Xekinima
- Skotsko: International Socialists
- Spojené státy americké: Socialist Alternative
- Srí Lanka: United Socialist Party
- Španělsko:  Manifiesto
- Švédsko: Rättvisepartiet Socialisterna
- Ukrajina: Robitnichi Sprotiv
- Venezuela: Socialismo Revolucionario